# Dano Heriban
Daniel Heriban (25. března 1980 Trnava – 24. května 2023 Svätý Jur) byl slovenský herec a hudebník. Mimo jiné byl dvojnásobným držitelem divadelních ocenění Dosky za svůj jevištní projev (2012–2013) . V televizním médiu získal titul OTO (2015).

## Život
Daniel Heriban se narodil 25. března 1980 v Trnavě. Po studiu na konzervatoři nastoupil na obor akordeon a herectví na Vysoké škole múzických umění v Bratislavě. Od roku 2014 působil také ve Slovenském národním divadle, ze kterého odešel v roce 2021.
V roce 2018 se Daniel Heriban rozhodl vstoupit do světa dětských písní a v červnu vydal své třetí sólové album Čosi úsmevné. Heriban připravoval album více než rok společně se svou kapelou ve složení Filip Hittrich (baskytara, programování) a Jakub Hittrich, s hosty jako Janou Kirschner, Igorem Ajdži Sabem nebo Zuzanou Mikulcovou. CD obsahuje 12 písní a je věnováno nejen dětem, ale potěší i rodiče.
Písně složil Dano Heriban, autorsky se na některých skladbách podílel také Filip Hittrich. Dano je kromě hudby autorem několika textů. Na albu jsou však i texty z pera Jakuba Nvoty, Tomáše Janovice, Miroslava Nemanna nebo Róberta Mankoveckého. Spolu s Danem si na albu zazpívali Jana Kirschner, Zuzana Mikulcová, Henrieta Jančišinová-Kolláriková a dívky ze Základní umělecké školy na Vrbenského ul. v Rači.
Hlavními postavami Čosi úsmevné jsou Dano Heriban a jeho animovaní kamarádi. Vydání alba a CD doprovázel i první klip k titulní písni „Čosi úsmevné“, který se natáčel v únoru 2018 v prostorách Ateliéru Svetlík. Režie a scénáře se ujal Igor Derevenec, který zároveň vytvořil animace a grafické návrhy postaviček. Za kamerou stáli Peter Kelíšek a Michael Skotnický.
Daniel Heriban byl dvakrát ženatý. Z prvního manželství měl syna Thea a s druhou manželkou Kamilou syny Viktora (* 2016) a Martina (* 2018). Žil střídavě v Martinu a ve Svatém Juru.
Zemřel náhle v ranních hodinách ve středu 24. května 2023 ve svém domě ve Svatém Juru ve věku 43 let. Příčinou smrti byla podle pitevní zprávy disekce aorty. Veřejné rozloučení se konalo 30. května v nové budově SND. Heriban byl pohřben soukromě během předchozího víkendu v Suché nad Parnou.

## Diskografie
Studiová alba

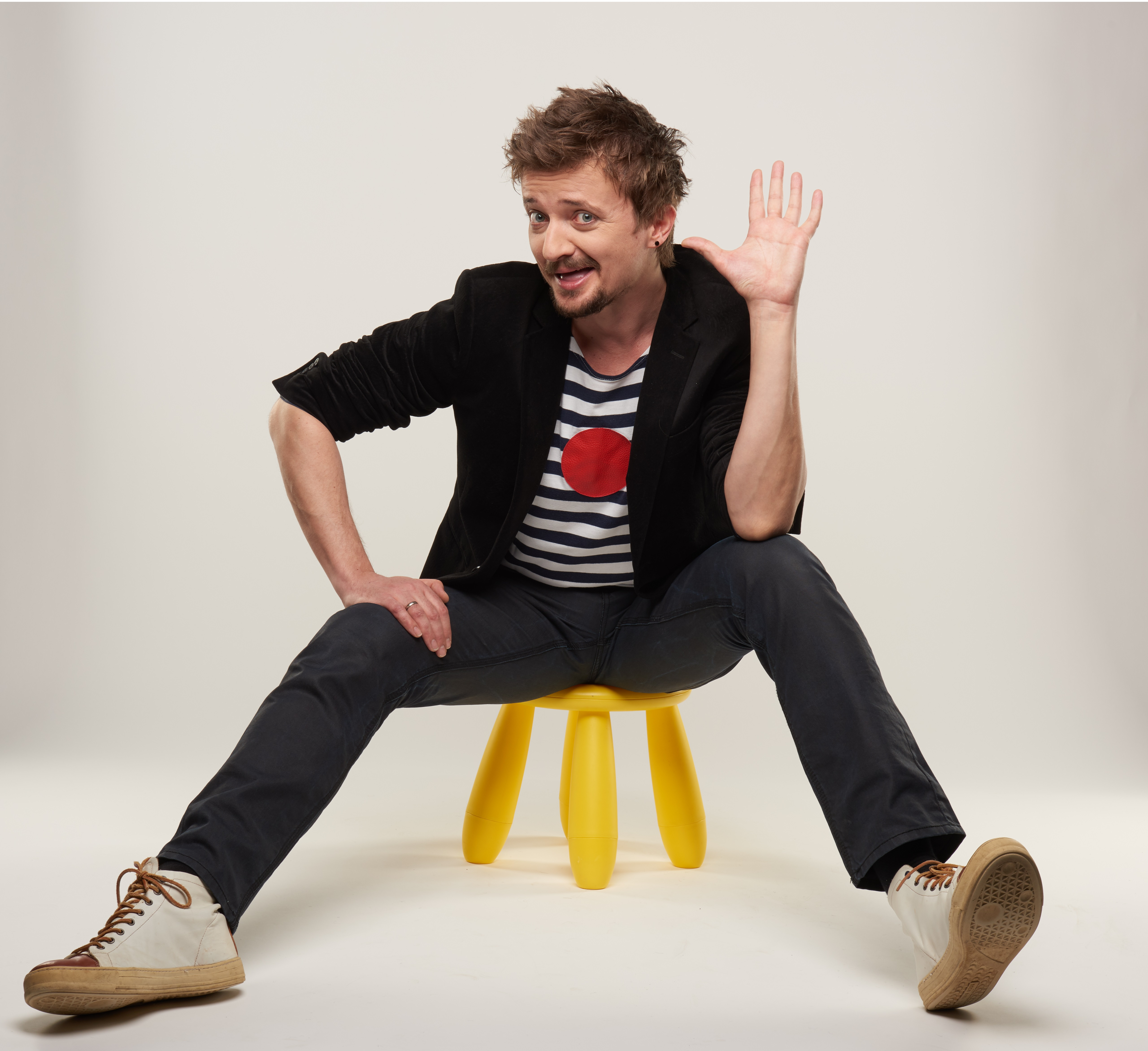
Dano Heriban

- 2007: Leporelo (bez vydavatele, katalog. č. R236 0001-2-331)
- 2012: Na jeden dych (LADON Publishing, katalog. č. 1959-001-2)[7]
- 2018: Čosi úsmevné (HeDart)
- 2020: Chipsy King - Čosi úsmevné vol. 2 (HeDart)
- 2022: O2H (HeDart)

Další příspěvky
- 2010: „B-boy Bonus“ — spoluautor skladby vydané na soundtracku k muzikálu Príbeh ulice

## Filmografie
K roku 2016 včetně zahrnovala filmografie Dana Heribana dva distribuované celovečerní hrané filmy, z nichž jeden byl v postprodukci. V oblasti krátkometrážní kinematografie byly jeho příspěvky zaznamenány ve třech případech. V rámci televizního formátu byl obsazen do pěti hraných titulů, včetně jednoho TV filmu, jedné minisérie, dvou seriálů a jedné antologie.